# Abrina
L'abrina è una lectina contenuta nei semi dell'Abrus precatorius, pianta originaria dell'India ma diffusa in tutte le zone tropicali, appartenente alle Leguminosae.
Emoagglutinina estremamente tossica,  si trova in natura nei semi dell'Abro, rotondi e di colore rosso e nero. Se ridotta in polvere, l'abrina assume colore giallognolo-biancastro. Si tratta di una sostanza chimicamente stabile, nel senso che resiste nell'ambiente per lungo tempo anche in condizioni climatiche ostili.

## Studi e impiego
L'abrina venne sfruttata come antigene da Paul Ehrlich nei suoi studi di immunologia. In seguito fu studiata in relazione al trattamento di alcune forme tumorali, per via della sua potente azione immuno-adiuvante e citotossica. Quando è introdotta nell'organismo umano, infatti, l'abrina inibisce la sintesi proteica delle cellule, che in tal modo muoiono.
Veniva utilizzata in passato nel trattamento delle congiuntiviti come il tracoma, ma questo impiego venne abbandonato quando si scoprì che la sostanza provocava delle reazioni infiammatorie che sovente portavano il paziente alla perdita della vista.

## Esposizione e sintomi
L'esposizione accidentale all'abrina è estremamente difficile, mentre è possibile il suo impiego come veleno: l'individuo può infatti assumere la sostanza per inalazione, ingerimento, iniettamento o contatto cutaneo. Generalmente i sintomi si presentano entro otto ore dall'esposizione e possono perdurare da uno a tre giorni. I sintomi variano a seconda della modalità di assunzione. Anche la dose letale per l'essere umano varia a seconda dell'assunzione: dai 10 ai 1000 microgrammi per kg quando ingerita e circa 3,3 microgrammi per kg quando inalata, mentre se assunta in vena ha una dose letale media pari a 0,7 microgrammi per kg (risulta quindi circa trentuno volte più tossica della ricina).

### Inalazione
Se inalata i sintomi principali sono distress respiratorio, febbre, tosse e nausea; inoltre un'inalazione massiccia di abrina può dare luogo a edema polmonare, che comporta difficoltà respiratorie e colorazione bluastra della pelle. Si può diagnosticare tramite auscultazione con stetoscopio e RX toracica. La morte sopravviene per calo della pressione arteriosa ed insufficienza respiratoria.

### Ingestione
Se l'abrina viene ingerita, i sintomi principali saranno vomito e diarrea (anche con tracce di sangue), che portano ad un pesante stato di disidratazione e ad un abbassamento della pressione sanguigna. Altri sintomi evidenziabili nel quadro clinico comprendono allucinazioni, convulsioni e presenza di sangue nelle urine. Il decesso avviene per gravi danni al fegato, ai reni e alla milza, che cessano di funzionare regolarmente.

## Trattamento
Non esistendo antidoto all'abrina, in primo luogo andrebbe evitata l'esposizione alla sostanza. Nel caso in cui questa avvenga, si cerca di espellerla dall'organismo in tempi quanto più brevi possibili. La terapia varia a seconda delle modalità di assunzione, ma i trattamenti maggiormente utilizzati comprendono l'ausilio della funzionalità respiratoria, la somministrazione di fluidi per via endovenosa e la lavanda gastrica per mezzo di carbone attivo.